# Alessandria Unione Sportiva 1960-1961
Questa voce raccoglie le informazioni riguardanti l'Alessandria Unione Sportiva nelle competizioni ufficiali della stagione 1960-1961.

## Stagione
Nella stagione 1960-1961 l'Alessandria disputò il tredicesimo campionato di Serie B della sua storia.

## Divise
| 1ª maglia | 2ª maglia |

## Organigramma societario
Area direttiva
- Commissario straordinario: Amedeo Ruggiero
- Vice-presidenti: Remo Sacco e Attilio Venturino

Area organizzativa
- Segretario: Piero Zorzoli

Area tecnica
- Allenatore: Camillo Achilli
- Allenatore in 2ª: Angelo Franzosi

Area sanitaria
- Massaggiatore: Eugenio Taverna

## Rosa
| N. |                   | Ruolo | Calciatore               |
| -- | ----------------- | ----- | ------------------------ |
|    | Italia (bandiera) | P     | Luciano Arbizzani        |
|    | Italia (bandiera) | P     | Sergio Notarnicola       |
|    | Italia (bandiera) | P     | Ideo Stefani             |
|    | Italia (bandiera) | D     | Giancarlo Bercellino (I) |
|    | Italia (bandiera) | D     | Giovanni Giacomazzi      |
|    | Italia (bandiera) | D     | Rocco Melideo            |
|    | Italia (bandiera) | D     | Aldo Nardi               |
|    | Italia (bandiera) | D     | Domenico Sperati         |
|    | Italia (bandiera) | C     | Remo Marmo               |
|    | Italia (bandiera) | C     | Giancarlo Migliavacca    |
|    | Italia (bandiera) | C     | Tullio Oldani            |
|    | Italia (bandiera) | C     | Radames Pizzolito        |

| N. |                   | Ruolo | Calciatore        |
| -- | ----------------- | ----- | ----------------- |
|    | Italia (bandiera) | C     | Alfonso Sicurani  |
|    | Italia (bandiera) | C     | Cirano Snidero    |
|    | Italia (bandiera) | C     | Antonio Soncini   |
|    | Italia (bandiera) | C     | Elio Vanara       |
|    | Italia (bandiera) | C     | Alessandro Vitali |
|    | Italia (bandiera) | A     | Giorgio Azzimonti |
|    | Italia (bandiera) | A     | Sergio Bettini    |
|    | Italia (bandiera) | A     | Giovanni Fanello  |
|    | Italia (bandiera) | A     | Giancarlo Filini  |
|    | Italia (bandiera) | A     | Giuseppe Sala     |
|    | Italia (bandiera) | A     | Giuseppe Taddei   |

## Risultati

### Serie B

#### Girone di andata
| Arbitro: | Cariani (Roma) |

|                       |           |             |
| Bersellini 30’ (rig.) | Marcatori | 69’ Fanello |

| Arbitro: | Cataldo (Reggio Calabria) |

|                        |           |  |
| Bettini 14’ Vanara 88’ | Marcatori |  |

| Arbitro: | Butti (Como) |

|                                     |           |                                   |
| Fanello 12’ Bettini 69’ Snidero 73’ | Marcatori | 23’ (aut.) Bercellino I 60’ Longo |

| Arbitro: | Sbardella (Roma) |

|             |           |  |
| Peronato 6’ | Marcatori |  |

| Arbitro: | Ferrari (Milano) |

|                            |           |  |
| Vitali 15’ Migliavacca 38’ | Marcatori |  |

| Arbitro: | Leita (Udine) |

|                              |           |             |
| Dell'Angelo 12’ Mencacci 40’ | Marcatori | 81’ Fanello |

| Alessandria 6 novembre 1960 | Alessandria        | 0 – 0 | Genoa | Stadio Giuseppe Moccagatta\| Arbitro: \| Campanati (Milano) \| |
| Arbitro:                    | Campanati (Milano) |       |       |                                                                |

| Arbitro: | Marchese (Napoli) |

|                                  |           |  |
| Rebizzi 32’ (rig.) Fortunato 84’ | Marcatori |  |

| Arbitro: | De Robbio (Torre Annunziata) |

|            |           |             |
| Oldani 72’ | Marcatori | 10’ Recagni |

| Arbitro: | Angonese (Venezia) |

|                |           |             |
| Susan 36’, 84’ | Marcatori | 20’ Fanello |

| Arbitro: | Genel (Trieste) |

|                                            |           |             |
| Ciccolo I 4’ Dotti 71’ Bredesen 84’ (rig.) | Marcatori | 54’ Bettini |

| Arbitro: | Righetti (Torino) |

|                                                      |           |           |
| Fanello 25’, 33’ Bercellino I 69’ (rig.) Bettini 75’ | Marcatori | 37’ Sanua |

| Arbitro: | Samani (Trieste) |

|                         |           |  |
| Bercellino I 44’ (rig.) | Marcatori |  |

| Palermo 25 dicembre 1960 | Palermo          | 0 – 0 | Alessandria | Stadio La Favorita\| Arbitro: \| Gazzano (Genova) \| |
| Arbitro:                 | Gazzano (Genova) |       |             |                                                      |

| Arbitro: | Francescon (Padova) |

|                        |           |                  |
| Pennati 25’ Novali 80’ | Marcatori | 42’, 66’ Fanello |

| Arbitro: | Parisi (Messina) |

|                  |           |              |
| Fanello 15’, 71’ | Marcatori | 76’ De Paoli |

| Arbitro: | Di Tonno (Lecce) |

|                            |           |             |
| Tribuzio 17’ Mezzalira 33’ | Marcatori | 16’ Fanello |

| Alessandria 29 gennaio 1961 | Alessandria      | 0 – 0 | Parma | Stadio Giuseppe Moccagatta\| Arbitro: \| Ferrari (Milano) \| |
| Arbitro:                    | Ferrari (Milano) |       |       |                                                              |

| Arbitro: | Sbardella (Roma) |

|                                   |           |  |
| Fanello 24’, 28’, 44’, 86’ (rig.) | Marcatori |  |

#### Girone di ritorno
| Arbitro: | Babini (Ravenna) |

|  |           |             |
|  | Marcatori | 50’ Brugola |

| Arbitro: | Ascari (Carpi) |

|                                               |           |                 |
| Crespi 10’ (rig.) Maltinti 50’ Bernasconi 63’ | Marcatori | 44’ Migliavacca |

| Arbitro: | Samani (Trieste) |

|            |           |  |
| Nocera 60’ | Marcatori |  |

| Alessandria 26 febbraio 1961 | Alessandria             | 0 – 0 | Marzotto Valdagno | Stadio Giuseppe Moccagatta\| Arbitro: \| Cotugno (Civitavecchia) \| |
| Arbitro:                     | Cotugno (Civitavecchia) |       |                   |                                                                     |

| Arbitro: | Cirone (Palermo) |

|             |           |  |
| Bettini 28’ | Marcatori |  |

| Arbitro: | Genel (Trieste) |

|           |           |                         |
| Piquè 79’ | Marcatori | 65’ (rig.), 78’ Fanello |

| Arbitro: | Sbardella (Roma) |

|             |           |                   |
| Fanello 43’ | Marcatori | 4’ (rig.) Bernard |

| Arbitro: | Francescon (Padova) |

|              |           |  |
| Giagnoni 82’ | Marcatori |  |

| Arbitro: | Carminati (Milano) |

|  |           |                                |
|  | Marcatori | 46’ Maccacaro 50’, 74’ Rambone |

| Arbitro: | Leita (Udine) |

|                                |           |                  |
| Fanello 7’, 43’, 55’ Marmo 27’ | Marcatori | 54’, 75’ Landoni |

| Arbitro: | Rebuffo (Milano) |

|          |           |             |
| Canto 5’ | Marcatori | 49’ Fanello |

| Arbitro: | Cataldo (Reggio Calabria) |

|  |           |             |
|  | Marcatori | 87’ Fanello |

| Arbitro: | Varazzani (Parma) |

|                       |           |  |
| Turra 45’ Favalli 57’ | Marcatori |  |

| Arbitro: | Righi (Milano) |

|             |           |  |
| Fanello 21’ | Marcatori |  |

| Arbitro: | Cataldo (Reggio Calabria) |

|  |           |                                |
|  | Marcatori | 14’ (aut.) Fontana 52’ Bettini |

| Arbitro: | Ascari (Carpi) |

|            |           |  |
| Oldani 23’ | Marcatori |  |

| Arbitro: | Sebastio (Taranto) |

|              |           |  |
| De Paoli 83’ | Marcatori |  |

| Arbitro: | Campanati (Milano) |

|                                |           |             |
| Calvani 32’ (aut.) Fanello 88’ | Marcatori | 61’ Greatti |

| Arbitro: | Gambarotta (Genova) |

|                                       |           |  |
| Remondini 27’ Calzolari 48’ Biagi 89’ | Marcatori |  |

### Coppa Italia

#### Primo turno
| Arbitro: | Sbardella (Roma) |

|                                                 |           |  |
| Migliavacca 18’ Bettini 28’, 45’ Marmo 78’, 89’ | Marcatori |  |

#### Secondo turno
| Arbitro: | Leita (Udine) |

|                                   |           |                                              |
| Vanara 13’ Vitali 25’ Fanello 51’ | Marcatori | 6’, 18’, 60’ Altafini 30’ Galli 50’ Vernazza |

## Statistiche

### Statistiche di squadra
| Competizione | Punti | In casa | In casa | In casa | In casa | In casa | In casa | In trasferta | In trasferta | In trasferta | In trasferta | In trasferta | In trasferta | Totale | Totale | Totale | Totale | Totale | Totale | DR |
| Competizione | Punti | G       | V       | N       | P       | Gf      | Gs      | G            | V            | N            | P            | Gf           | Gs           | G      | V      | N      | P      | Gf     | Gs     | DR |
| ------------ | ----- | ------- | ------- | ------- | ------- | ------- | ------- | ------------ | ------------ | ------------ | ------------ | ------------ | ------------ | ------ | ------ | ------ | ------ | ------ | ------ | -- |
| Serie B      | 39    | 19      | 12      | 5       | 2       | 29      | 13      | 19           | 3            | 4            | 12           | 14           | 28           | 38     | 15     | 9      | 14     | 43     | 41     | +2 |
| Coppa Italia |       | 2       | 1       | 0       | 1       | 8       | 5       | -            | -            | -            | -            | -            | -            | 2      | 1      | 0      | 1      | 8      | 5      | +3 |
| Totale       | -     | 21      | 13      | 5       | 3       | 37      | 18      | 19           | 3            | 4            | 12           | 14           | 28           | 40     | 16     | 9      | 15     | 51     | 46     | +5 |

### Statistiche dei giocatori
| Giocatore         | Serie B  | Serie B | Coppa Italia | Coppa Italia | Totale   | Totale |
| Giocatore         | Presenze | Reti    | Presenze     | Reti         | Presenze | Reti   |
| ----------------- | -------- | ------- | ------------ | ------------ | -------- | ------ |
| L. Arbizzani      | 9        | -14     | 1            | 0            | 10       | -14    |
| G. Azzimonti      | 9        | 0       | -            | -            | 9        | 0      |
| G. Bercellino (I) | 36       | 2       | 2            | 0            | 38       | 2      |
| S. Bettini        | 35       | 6       | 2            | 2            | 37       | 8      |
| G. Fanello        | 37       | 25      | 1            | 1            | 38       | 26     |
| G. Filini         | 7        | 0       | -            | -            | 7        | 0      |
| G. Giacomazzi     | 36       | 0       | 1            | 0            | 37       | 0      |
| R. Marmo          | 11       | 1       | 1            | 2            | 12       | 3      |
| R. Melideo        | 29       | 0       | 1            | 0            | 30       | 0      |
| G. Migliavacca    | 30       | 2       | 2            | 1            | 32       | 3      |
| A. Nardi          | 12       | 0       | 2            | 0            | 14       | 0      |
| S. Notarnicola    | 10       | -10     | -            | -            | 10       | -10    |
| T. Oldani         | 14       | 2       | -            | -            | 14       | 2      |
| R. Pizzolito      | 13       | 0       | -            | -            | 13       | 0      |
| G. Sala           | 5        | 0       | -            | -            | 5        | 0      |
| A. Sicurani       | 18       | 0       | -            | -            | 18       | 0      |
| C. Snidero        | 25       | 1       | 2            | 0            | 27       | 1      |
| A. Soncini        | 23       | 0       | 2            | 0            | 25       | 0      |
| Sperati           | 3        | 0       | -            | -            | 3        | 0      |
| I. Stefani        | 19       | -17     | 2            | -5           | 21       | -22    |
| G. Taddei         | -        | -       | 1            | 0            | 1        | 0      |
| E. Vanara         | 7        | 1       | 2            | 1            | 9        | 2      |
| A. Vitali         | 30       | 1       | 2            | 1            | 32       | 2      |